# ZNO-tesztelés
Ukrajnában 2008-tól kezdve egy új érettségi- és egyben felvételiformát vezettek be: a ZNO-tesztelést (ukránul: Зовнішнього Незалежного Оцінювання, Külső Független Tesztelés), amelynek kereteiben a diákok nem saját tanintézményeikben érettségiznek, hanem egy kijelölt gyűjtőközpontban. Az itt szerzett pontok egyben a felvételipontjaik lesznek a felsőoktatási intézménybe való jelentkezéskor.
A döntés 2008-ban született, nagy visszhangot keltve egész Ukrajnában. A probléma nemcsak az volt, hogy az érettségizők nem a saját tanintézményeikben érettségizhettek, hanem a kisebbségiek számára kedvezőtlen döntések. Mivel Ukrajna vegyes nemzetiségű ország, az idegen nyelvű kisebbségekre (főként az oroszokra) nagy hatást gyakorolt a törvény. Ugyanis olyan meghatározott protokollt vezettek be a vizsgázási rendszerbe, amely egyenlőtlenné tette az esélyeket a kisebbségek számára. Ez nem más volt, mint az ukrán nyelv és irodalom teszt kötelező bevezetése.

## Általános protokoll
A vizsgával kapcsolatos törvényeket minden éven módosították valamelyest, így a 2010-es vizsgának is sajátos szabályai voltak:
- A vizsgázónak minimum három, maximum öt tantárgyból kellett vizsgáznia.
- Kötelező vizsgának számított az ukrán nyelv és irodalom vizsga.
- Második vizsgának két tantárgy közül lehet választani (akár mindkettőt lehetett választani): Ukrajna történelme vagy matematika. Ezek a harmadik, a profiltantárgyhoz kellettek, a harmadik tantárgy jellegétől függően, amit már az adott felsőoktatási intézmény döntött el. (Például ha a profiltantárgy fizika, akkor ahhoz matematika kellett.)
- A harmadik tantárgy a profil, vagyis ez döntötte el, hogy a vizsgázó milyen irányba akart továbbtanulni.
- A három kötelező vizsga mindegyikéből a vizsgázónak el kellett érnie a minimális 124 pontot.
- Ha a profiltantárgy pontszáma meghaladta a 170 pontot, akkor a felsőoktatási tanintézményekbe a diák akkor is jelentkezhetett, ha az ukrán nyelv és irodalom pontszáma nem érte el a 124 pontot.
- A vizsgázó összesen öt tanintézménybe adhatta be a jelentkezését, minden tanintézményben maximum három szakra, így összesen 15 lehetősége volt.

## Ukrán nyelv és irodalom
Az ukrán nyelv és irodalom vizsga három részből állt: teszt ukrán nyelvből, teszt ukrán irodalomból és egy minimum 200 szóból álló fogalmazás adott témára. Ezt a vizsgát nem fordították, csak ukránul lehetett megoldani.

## Segítség a magyar nyelvű diákoknak
Az elmúlt években különböző kurzusok és fakultatív órák, különórák jelentek meg a vizsgázó diákok segítségére. Ilyenek voltak a II. Rákóczi Ferenc Kárpátaljai Magyar Főiskola által szervezett ukrán nyelv és irodalom előadások (Безкоштовні тести ЗНО для підготовки).